# Veniero Colasanti
Veniero Colasanti (* 21. Juli 1910 in Rom; † 3. Juni 1996) war ein italienischer Bühnen- und Kostümbildner, der viele Jahre lang eng mit John Moore zusammenarbeitete.
Colasanti wurde 1962 – gemeinsam mit John Moore – für einen Oscar in der Kategorie Bestes Szenenbild für den Film El Cid nominiert. 1968 wurde er gemeinsam mit seinem Partner von den Salzburger Festspielen eingeladen, die Ausstattung für die Rappresentatione di Anima, et di Corpo zu gestalten, 1973 folgte der Jedermann und 1978  Der Rosenkavalier. Die Rappresentatione blieb bis 1973 auf dem Spielplan der Festspiele, die Jedermann-Ausstattung war alljährlich bis 1989 zu sehen.

## Filmografie (Auswahl)
- 1941: Il cavaliere senza nome
- 1949: Fabiola
- 1950: Die letzten Tage von Pompeji (Gli ultimi giorni di Pompei)
- 1950: Der Göttergatte (Prima comunione)
- 1950: Der Pakt mit dem Teufel (La Beauté du diable)
- 1952: Andere Zeiten (Altri tempi)
- 1952: Vom Landpfarrer zum Papst (Gli uomini non guardano il cielo)
- 1952: Die Stumnme von Portici (La muta di Portici)
- 1953: Die Plünderung Roms (Il sacco di Roma)
- 1953: Gefährliche Schönheit (La provinciale)
- 1954: Attila, die Geißel Gottes (Attila)
- 1955: Die schönste Frau der Welt (La donna più bella del mondo)
- 1956: Trapez (Trapeze)
- 1956: Neros tolle Nächte (Mio figlio Nerone)
- 1958: Liebe und Geschwätz (Amore e chiacchiere (Salviamo il panorama))
- 1958: Anna von Brooklyn (Anna di Brooklyn)
- 1958: Keine Schonzeit für Blondinen (La ragazza del palio)
- 1960: Karthago in Flammen (Cartagine in fiamme)
- 1961: El Cid
- 1962: Die schöne Ippolita (La bellezza di Ippolita)
- 1963: 55 Tage in Peking (55 Days at Peking)
- 1964: Der Untergang des römischen Reiches (The Fall of the Roman Empire)
- 1965: Die Puppen (Le bambole)
- 1966: La Fantarca
- 1967: Ich komme vom Ende der Welt (L’avventuriero)
- 1969: Die Degenerierten (Satyricon)
- 1984: Fort Saganne